# Axel Dielmann-Verlag
Der Axel Dielmann-Verlag ist ein 1993 in Frankfurt am Main gegründeter
Literaturverlag. Das erste im Verlag erschienene Buch war der 1000-seitige Roman Wolpertinger oder Das Blau von Alban Nikolai Herbst.
Autoren des Verlages sind u. a. Gerd-Peter Eigner, Thomas Lünendonk, Martin Bullinger, Ewart Reder, Meinrad Braun, Norbert Abels, Charles Ofaire, Siegfried Schröpf, Rainer Schneider, Marie-Luise Schwarz-Schilling, Thomas Schwab, Jan Lauwereyns, Karl Günther Hufnagel, Paulus Böhmer, Olaf Velte, Anke Jablinski, Bruno Klimek, Gudrun Hammer, Jutta Schubert und andere. Im Verlag erschien, mit Unterbrechungen, bis 2019 die Zeitschrift für Literatur SCHRiTTE, die bundesweit in Kaffeehäusern aushing.
Im Verlagsprogramm finden sich vor allem Romane, aber auch Lyrik  und essayistische Arbeiten von eigenwilligen zeitgenössischen Autoren. Mit der Reihe „Die Wissenschaftsromane“ bewerkstelligt der Verlag einen Brückenschlag zwischen Literatur und Naturwissenschaften.
Der Verlag sucht die kontinuierliche Zusammenarbeit mit Sponsoren. In der Reihe „Etikett“ des Verlages platziert der jeweilige Sponsor sein Unternehmenslogo direkt auf dem Bucheinband.
Der Verleger Axel Dielmann (* 1959 in Frankfurt-Höchst) ist der Urururenkel des Malers Jakob Fürchtegott Dielmann. Als Autor publizierte er 2013 das Buch „Nizza oder Die Liebe zur Kunst“ im Vantage Point World Verlag; 2019 erschien die Kunst-Erzählung „Die Schneiderin“ im diaphanes Verlag; 2023 die Kunst-Erzählung „Triz. Baumchronist“ in der PalmArtPress sowie die beiden Erzählungen „In Willis Keller“ im Verlag. Bildende Kunst ist seither ein neuer Programmbereich des Verlag Literatur Quickies.
Axel Dielmann ist Mitglied des PEN Zentrum Deutschland, Darmstadt.